# Musikjahr 1750
Liste der Musikjahre

◄◄ | ◄ | 1746 | 1747 | 1748 | 1749 | Musikjahr 1750 | 1751 | 1752 | 1753 | 1754 | ► | ►►

Weitere Ereignisse
Dieser Artikel behandelt das Musikjahr 1750.

## Ereignisse

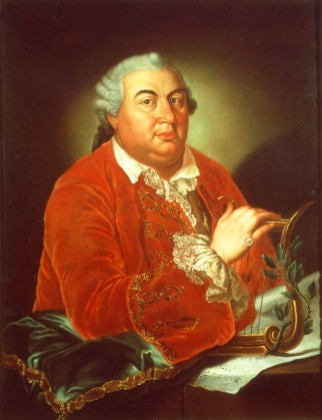
Niccolò Jommelli

- 01. Januar: Niccolò Jommelli, der an diesem Tag eigentlich seine Stelle als Maestro coadiutore (Vizekapellmeister) der Cappella Giulia am Petersdom antreten soll, lässt diesen Termin jedoch verstreichen und begibt sich stattdessen nach Venedig, möglicherweise, weil er sich eine Anstellung am Wiener Hof erhofft. Die Congregazione di Santa Cecilia will daraufhin den Vertrag rückgängig machen, doch Papst Benedikt XIV. setzt sich persönlich für Jommelli ein, der seinen Dienst am 14. Juni schließlich antritt. Sein neues Amt ist mit zahlreichen administrativen Pflichten verbunden und füllte ihn als Musiker nicht aus. Soweit der Kirchendienst dies erlaubt, schreibt Jommelli weiterhin Opern für die römischen Bühnen.
- 12. Januar: Die Uraufführung der Oper Attilio Regolo von Johann Adolph Hasse auf das Libretto von Pietro Metastasio findet am Hoftheater in Dresden statt. Domenico Annibali, Angelo Amorevoli, Faustina Bordoni und Regina Mingotti singen die Hauptrollen. Im selben Jahr findet zudem eine Aufführung derselben Oper in Mailand statt.

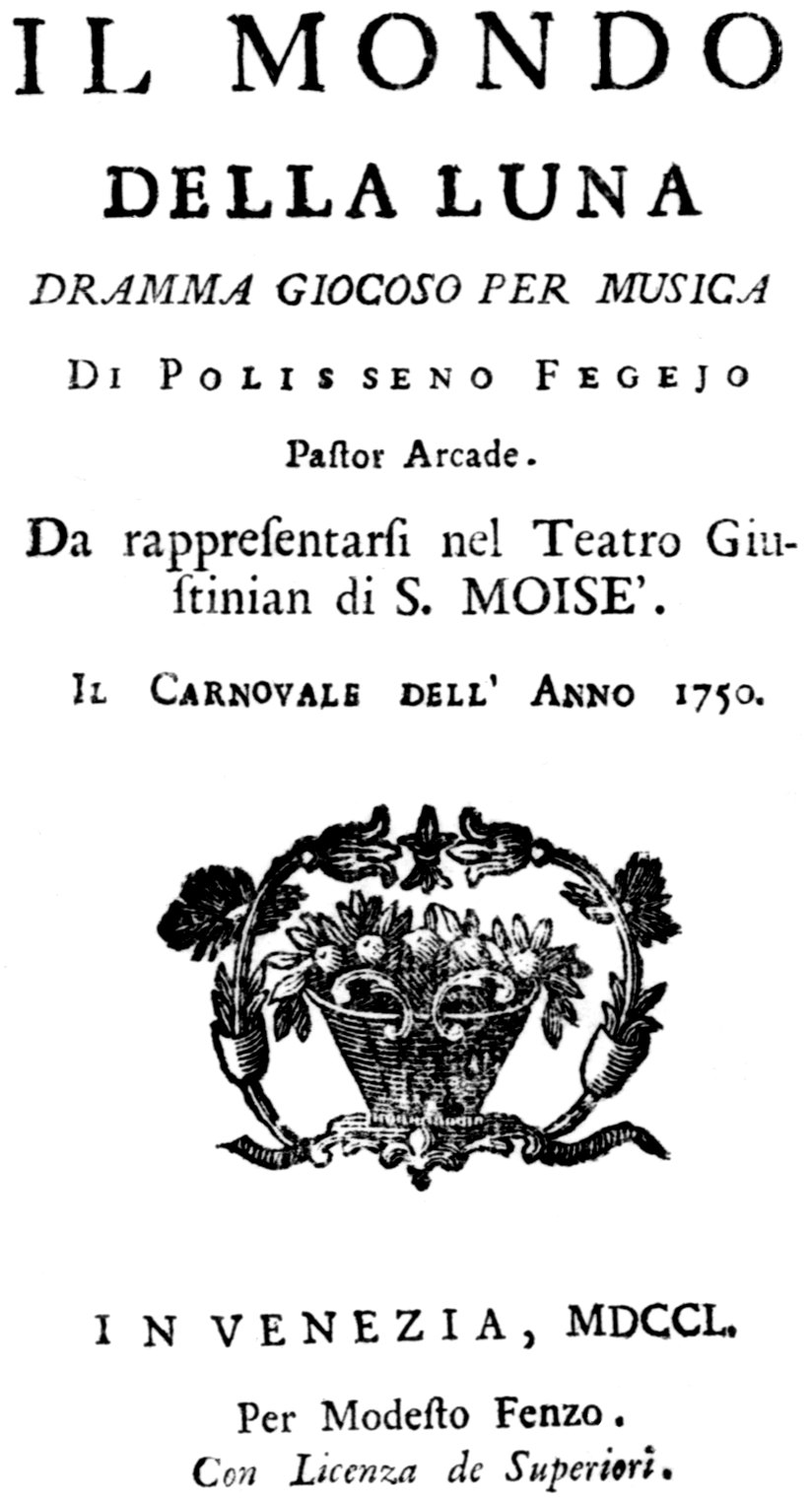
Il mondo della luna, Titelblatt des Librettos

- 29. Januar: Die Uraufführung der Oper Il mondo della luna von Baldassare Galuppi auf das Libretto von Carlo Goldoni im Teatro San Moisè erfolgt in Venedig. Das Werk wird in den folgenden Jahren auch in vielen anderen Städten gespielt.
- 16. März: Das dramatische Oratorium Theodora von Georg Friedrich Händel auf das Libretto von Thomas Morell wird vor praktisch leeren Rängen am Theatre Royal in Covent Garden uraufgeführt. Nach zwei weiteren Aufführungen wird das Werk abgesetzt.
- 06. Mai: Das Intermezzo L’uccellatrice (Die Vogelfängerin) von Niccolò Jommelli wird am Teatro San Samuele in Venedig uraufgeführt. Der Verfasser des Librettos ist unbekannt.
- 14. November: Uraufführung der Oper Il mondo alla roversa von Baldassare Galuppi (Musik) mit einem Libretto von Carlo Goldoni im Teatro San Cassiano in Venedig.
- Georg Friedrich Händel vollendet die Semi-Oper Alceste nach dem Schauspiel von Tobias Smollett, die zu seinen Lebzeiten allerdings nicht aufgeführt wird.

## Geboren

### Geburtsdatum gesichert
- 11. Januar: Johann Jakob Walder, Schweizer Politiker, Jurist und Komponist († 1817)
- 25. Januar: Johann Gottfried Vierling, deutscher Organist und Komponist († 1813)
- 23. März: Johannes Matthias Sperger, österreichischer Komponist († 1812)
- 23. April: Matthias Vogler, deutscher Orgelbauer († 1828)
- 02. Mai: Manuel Blasco de Nebra, spanischer Komponist und Organist († 1784)
- 07. August (getauft): Johann Christoph Mainberger, deutscher Organist und Komponist († 1815)
- 10. August: Daniel Gottlob Türk, deutscher Organist und Musiktheoretiker († 1813)
- 18. August: Antonio Salieri, italienisch-österreichischer Komponist, Kapellmeister und Musikpädagoge († 1825)
- 02. September: Pehr Frigel, schwedischer Komponist († 1842)
- 25. September: Carl Martin Franz Gebhardt, deutscher evangelisch-lutherischer Pfarrer, Hochschullehrer, Herausgeber und Verfasser geistlicher Lieder († 1813)
- 00. November: Anton Stamitz, deutscher Violinist und Komponist († 1798 oder 1809)

### Genaues Geburtsdatum unbekannt
- James Aird, schottischer Musikverleger († 1795)
- Antonio Rosetti, böhmischer Komponist und Kapellmeister († 1792)

### Geboren um 1750
- Tío Luis el de la Juliana, spanischer Sänger († unbekannt)
- Wenzel Krumpholz, böhmischer Musiker († 1817)

## Gestorben

### Januar bis Juni
- 04. Januar: Christoph Schütz, Radikalpietist und Gesangbuchherausgeber (* 1689)
- 00. Januar: Thomas-Louis Bourgeois, französischer Komponist und Sänger (* 1676)
- 02. Februar: Johann Graf, deutscher Komponist (* 1684)
- 22. Februar: Pietro Filippo Scarlatti, italienischer Komponist, Organist und Chorleiter (* 1679)
- 06. März: Domenico Montagnana, italienischer Geigenbauer (* 1686)
- 19. März: Sebastian Zeidlmayr, bayerischer Geistlicher, Organist und Musikpädagoge (* 1671)
- 09. Mai: Rudolf Garrels, deutscher Orgelbaumeister und Holzschnitzer (* 1675)
- 13. Mai: Johann Friedrich Ernst Müller, deutscher Orgelbauer (* 1704)
- 28. Mai: Franz Anton Baumann, österreichischer Kirchenmusiker und Komponist (* 1704)
- 29. Mai: Giuseppe Porsile, italienischer Komponist und Gesangslehrer (* 1680)
- 02. Juni: Valentin Rathgeber, deutscher Benediktiner, Komponist, Organist und Chorleiter (* 1682)
- 14. Juni: Franz Anton Maichelbeck, deutscher Organist und Komponist (* 1702)

### Juli bis Dezember

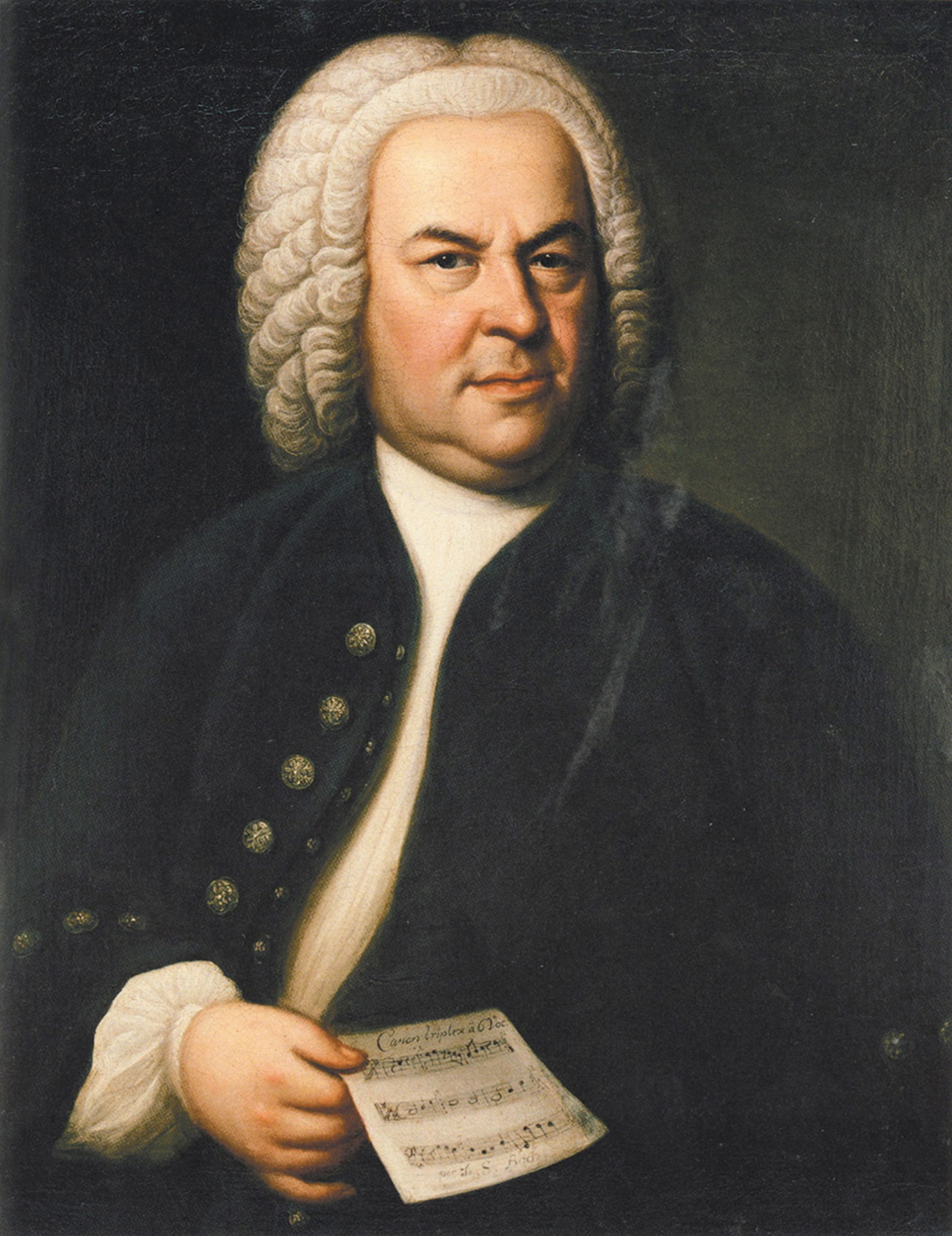
Johann Sebastian Bach; † 28. Juli

- 28. Juli: Johann Sebastian Bach, deutscher Komponist und Organist (* 1685)
- 22. August: Johann Anton Weise, deutscher Orgelbauer (* 1672)
- 04. September: José de Cañizares, spanischer Dramatiker und Librettist (* 1676)
- 17. September: Carl Theodorus Pachelbel, deutscher Organist und Komponist in den amerikanischen Kolonien (* 1690)
- 03. Oktober: Matthias Georg Monn, österreichischer Komponist, Organist und Musikpädagoge (* 1717)
- 12. Oktober: Angelo Ragazzi, italienischer Violinist und Komponist (* um 1680)
- 16. Oktober: Silvius Leopold Weiss, deutscher Lautenist und Komponist (* 1686)
- 11. November: Apostolo Zeno, venezianischer Gelehrter, Dichter und Librettist (* 1668)
- 15. November: Pantaleon Hebenstreit, deutscher Komponist, Musiker und Tanzlehrer, Erfinder des Pantaleons (* 1667)
- 00. November: Giuseppe Sammartini, italienischer Oboist und Komponist (* 1695)

### Genaues Todesdatum unbekannt
- Etienne Denis Delair, französischer Theorbespieler und Musiktheoretiker (* um 1662)